# Saint-Malô-du-Bois
Saint-Malô-du-Bois település Franciaországban, Vendée megyében. Lakosainak száma 1619 fő (2022. január 1.). Saint-Malô-du-Bois Les Epesses, Saint-Laurent-sur-Sèvre, Treize-Vents és Chanverrie községekkel határos.

## Népesség
A település népessége az elmúlt években az alábbi módon változott:
| Lakosok száma | 1547 | 1586 | 1652 | 1603 | 1610 | 1615 | 1616 | 1618 | 1619 |
|               | 2013 | 2015 | 2016 | 2017 | 2018 | 2019 | 2020 | 2021 | 2022 |